# Xã Center, Quận Marshall, Indiana
Xã Center (tiếng Anh: Center Township) là một xã thuộc quận Marshall, tiểu bang Indiana, Hoa Kỳ. Năm 2010, dân số của xã này là 15.593 người.